# Max Genève
Pour les articles homonymes, voir Genève (homonymie).
Max Genève, nom de plume de Jean-Marie Geng, né le 21 janvier 1945 à Mulhouse et mort le 24 septembre 2024 à Cambo-les-Bains, est un écrivain et scénariste français.

## Biographie
Max Genève est né à Mulhouse le 21 janvier 1945 sous le nom de Jean-Marie Geng. Son père était journaliste et critique musical.
Il écrit son premier roman à vingt ans (Jeune homme assis dans la neige), que Bernard Barrault éditera vingt ans plus tard. Licence et maîtrise de philosophie à Strasbourg. Il est docteur en sociologie en 1972. Il publie quatre essais, tous polémiques, salués par Roland Barthes, Pierre Bourdieu et Jacques Derrida. De ce dernier, il devient un ami proche (cf. Qui a peur de Derrida ?, Anabet, 2008). Il enseigne la sociologie à Strasbourg de 1973 à 1982.
En 1982 il démissionne, choisit la littérature et le nom de Genève (cf. La Prise de Genève, Bueb et Reumaux, 1980, réédité chez Zulma, en 2000). Il s'installe à Paris, devient romancier à temps complet. Il est l'auteur de vingt romans, de plusieurs recueils de nouvelles, de préfaces, d'articles et d'écrits divers. Il a aussi travaillé pour la radio (France Culture et France Musique) et la télévision (il a écrit pour Antenne 2 deux épisodes de la série Le Lyonnais de René Belletto).
Voici ce qu'écrivait en 1993 Jérôme Garcin à son propos : « Max Genève persiste à culbuter les tabous. Rappelons qu'il est l'auteur d'une douzaine de livres iconoclastes, dont Le Salon, féroce portrait des gens de lettres, Cher Patrick, satire meurtrière de l'odieux-visuel, et Le Défunt libertin, ou peut-on prendre son pied dans la tombe ? On regretterait que Genève ne fût pas davantage connu si lui-même, qui signa jadis L'Illustre inconnu sous le pseudonyme de Jean-Marie Geng, ne s'appliquait à être aussi talentueux qu'invisible, aussi mordant qu'insaisissable » (L'Événement du jeudi).
En 1995, dans Autopsie d'un biographe, il crée le détective parisien Simon Rose qui réapparaît dans quelques titres, dont Le Tueur du cinq du mois (1997), paru dans la Série noire, où le héros traque un serial killer dont les victimes sont des SDF.

## Œuvre

### Romans

#### SérieSimon Rose
- Autopsie d'un biographe, Zulma, 1995
- Le Tueur du cinq du mois, Gallimard, Série noire no 2461, 1997
- Tea, Zulma, 1997
- Tigresses, Zulma, 1999
- Meurtres païens, La Nuée Bleue, 2001
- Noir Goncourt, Anabet, 2010
- Le Détective, Le Verger Éditeur, 2014
- Cordes sensibles, Le Verger Éditeur, 2016

#### Autres romans
- Ma Nuit avec Miss Monde, Stock, 1981
- Ordo, Stock, 1983
- Le Dernier misogyne, Stock, 1984
- Jeune homme assis dans la neige, Barrault, 1985
- Le Salon, Barrault, 1986
- Cher Patrick, Barrault, 1987
- Le Défunt libertin, Barrault, 1989
- Le Compositeur, Flammarion, 1992
- La nuit sera chienne, Zulma, 1993, roman érotique ; réédition, Pocket no 4275, 1994, 1998, 2008
- Le Château de Béla Bartok, Zulma, 1995
- Ramon, Zulma, 1998
- L'Ingénieur du silence, Zulma, 2000
- Le Violoniste, Zulma, 2005
- Mozart, c'est moi, Zulma, 2006
- Chair, La Musardine, 2007, roman, J'ai lu, 2012
- Virtuoses, Serge Safran éditeur, 2012
- Le jeune homme qui voulait ralentir la vie, Serge Safran éditeur, 2014
- Le Voyage de M. de Balzac à Turin, Serge Safran éditeur, 2016
- Le transformiste, Serge Safran éditeur, 2017

### Récits et nouvelles
- La Prise de Genève, Bueb et Reumaux, 1980. Zulma, 2000
- Notre Peur de chaque jour, Bourgois, 1980
- Mes vies américaines, Zulma, 2003
- La Cathédrale disparue et autres nouvelles, Jean-Paul Bayol, 2010

### Essai
- Qui a peur de Derrida ?, Anabet, 2008

### Ouvrages signés Jean-Marie Geng
- Information Mystification, Epi, 1973
- Traité des censures, Epi, 1975
- Mauvaises pensées d'un travailleur social, Seuil, 1977. Points, 1980, 1986
- L'Illustre inconnu, Bourgois, 10/18, 1978

## Sources
- Claude Mesplède (dir.), Dictionnaire des littératures policières, vol. 1 : A - I, Nantes, Joseph K, coll. « Temps noir », 2007, 1054 p. (ISBN 978-2-910-68644-4, OCLC 315873251), p. 827